# Chey
Chey é uma comuna francesa na região administrativa da Nova Aquitânia, no departamento de Deux-Sèvres. Estende-se por uma área de 21,59 km². Em 2010 a comuna tinha 572 habitantes (densidade: 26,5 hab./km²).